# Unterengstringen
Unterengstringen (gzu. Underäischtrige, Underäischtringe) – miejscowość i gmina (Politische Gemeinde) w północnej Szwajcarii, w kantonie Zurych, w okręgu (Bezirk) Dietikon. Leży nad rzeką Limmat.

## Demografia
W Unterengstringen mieszka 4119 osób. W 2021 roku 26,2% populacji gminy stanowiły osoby urodzone poza Szwajcarią.

## Transport
Przez teren gminy przebiegają autostrady A1, A3 i A4 oraz droga główna nr 3.